# Албахари, Давид
Да́вид Албаха́ри (серб. David Albahari; 15 марта 1948, Печ, Югославия — 30 июля 2023, Белград, Сербия) — сербский прозаик эссеист, переводчик.

## Биография
Родился в семье сефардов.
Изучал англистику в Белградском университете, переводил В. Набокова, Дж. Апдайка, С. Беллоу, Т. Пинчона, М. Этвуд, С. Кейн, К. Г. Юнга. С 1994 года вместе с семьёй жил в Калгари (Канада). Проза переведена на английский, французский, немецкий, испанский, голландский, греческий, иврит, польский, украинский и другие языки.
Скончался 30 июля 2023 года на 76-м году жизни.

## Произведения

### Сборники рассказов
- Porodično vreme / Семейное время (1973)
- Opis smrti / Описание смерти (1982, премия Иво Андрича)
- Drugi jezik / Другой язык (2003)
- Senke / Тени (2006)
- Svake noći u drugom gradu / Каждую ночь в другом городе (2008)

### Романы
- Kratka knjiga / Короткая книга (1993)
- Snežni čovek / Снежный человек (1995)
- Mamac / Приманка (1996, премия журнала НИН)
- Gec i Majer / Гётц и Майер (1998)
- Svetski putnik / Странник по миру (2001)
- Pijavice / Пиявки (2005)
- Ludvig / Людвиг (2007)
- Brat / Брат (2008)
- Kontrolni punkt / Контрольный пункт (2011)

## Признание
Премия Мост Берлин (2006) за роман Приманка, перевод которого был признан в ФРГ лучшей книгой года. Премия Виленицы (2012).
29 июля 2016 г. получил первую награду фестиваля «Друга приказна» (Другая сказка) в Скопье, Македония.